# 抚养指数
抚养指数，是指劳动适龄人口在人口中的比重，表示每个劳动适龄人口的负担程度。劳动适龄人口指年龄处于适合参加劳动的阶段，作为生产者统计的人口。人口学一般以16岁-64岁期间的人口为劳动适龄人口。中国一般规定男子16岁-60岁期间、女子16岁-45岁期间的人口为劳动适龄人口。